# 센다이시 박물관
센다이시 박물관(仙台市博物館 센다이시 하쿠부쓰칸[*])은 일본 미야기현 센다이시 아오바구에 있는 박물관이다. 센다이뿐만 아니라 도호쿠 지방의 역사, 문화사, 미술, 공예자료를 전시하는 인문과학계 종합박물관이다. 다테씨 가문이 센다이시에 기증한 문화재를 보관 및 연구하기 위해서 1961년에 개관했다.